# Gewerkschaft Gartenbau, Land- und Forstwirtschaft
Gewerkschaft Gartenbau, Land- und Forstwirtschaft (pol. Związek Zawodowy Ogrodnictwo, Rolnictwo i Gospodarka Leśna) – niemiecki związek zawodowy; nieistniejący. Należał do federacji DGB.
1 stycznia 1996 organizacja zjednoczyła się ze związkiem IG Bau-Steine-Erden, w wyniku czego powstał związek IG Bauen-Agrar-Umwelt.

## Przewodniczący związku
- 1949–1956: Friedrich Greve
- 1956–1959: Heinz Frehsee
- 1959–1968: Hellmut Schmalz
- 1968–1969: Alfons Lappas
- 1969–1975: Alois Pfeiffer
- 1975–1987: Willi Lojewski
- 1987–1993: Günther Lappas
- 1993–1995: Hans-Joachim Wilms